# Myurellopsis alisi
Myurellopsis alisi é uma espécie de gastrópode do gênero Myurellopsis, pertencente a família Terebridae.